# Куркин, Ефим Яковлевич
Ефим Яковлевич Куркин (1857—?) — станичный атаман, депутат Государственной думы I созыва от области Войска Донского.

## Биография
Русский, православный, донской казак. Родился в казачьей семье в станице Терновской. Окончил приходское училище. С 16 лет служил станичным писарем. Занимался земледелием. Казачий урядник, с 1887 года станичный атаман Терновской станицы. Свою политическую позицию в момент выборов определял, как «сочувствие программе союза 17 октября».
16 апрель 1906 избран в Государственную думу I созыва от общего состава выборщиков Областного войска Донского избирательного собрания. По сведениям современных исследователей в Думе не вступил ни в одну из фракции, оставаясь беспартийным, по данным трудовиков, приведённым в их издании «Работы Первой Государственной Думы» вошёл во фракцию Партии мирного обновления. 5 июня 1906 года пожалован чином хорунжего «за выдающуюся многолетнюю службу в должности станичного атамана». 30 июня выступил в Думе по вопросу о мобилизации казачьих войск, поддержав донских депутатов И. М. Васильева и М. Н. Савастьянова, подтвердил, что в дисциплине и подчинении начальству он не видит ничего худого и считает это необходимым.
Дальнейшая судьба и дата смерти неизвестны.

## Внешность
Фотографии депутатов Государственной думы I созыва от области Войска Донского атаманов Матвея Савостьянова и Ефима Куркина в прижизненных изданиях перепутаны и определить верное фото не представляется возможным.